# SN 2004cr
SN 2004cr – supernowa typu II odkryta 17 czerwca 2004 roku w galaktyce UGC 11603. W momencie odkrycia miała maksymalną jasność 17,80m.